# Autreppe (Honnelles)
Pour les articles homonymes, voir Autreppe.
Autreppe est une section de la commune belge de Honnelles, située en Région wallonne dans la province de Hainaut. C'était une commune à part entière avant la fusion des communes de 1977. Village frontalier du Haut-Pays, il est traversé par l'Hogneau, un ruisseau venant de France et qui y prend le nom de Grande-Honnelle, un nom qu'il garde durant tout son parcours en Belgique.

## Évolution démographique
- Sources : INS, Rem. : 1831 jusqu'en 1970 = recensements, 1976 = nombre d'habitants au 31 décembre.

## Histoire
Le 22 juin 1607, Jean Bette, chevalier,  seigneur d'Angreau, Autreppe, Péronne, Lède, etc., bénéficie de l'érection en baronnie de la terre de Lède, avec adjonction de la terre de Hollebecque, par lettres données à Bruxelles. Jean Bette a eu l'honneur de recevoir le serment des archiducs Albert et Isabelle lors de leur joyeuse entrée à Gand.

## Patrimoine et culture

### Patrimoine architectural

#### Monuments et sites remarquables
Parmi les constructions remarquables à Autreppe, on peut signaler :
- la maison communale : datant de la fin du XIXe siècle, d’inspiration néo-traditionnelle, cet édifice en brique et pierre de taille est équilibré sur ses deux flancs par des annexes de même style. Il présente des pignons débordants et des baies cintrées encadrées de pierre en harpes au rez-de-chaussée et trigéminées à l’étage[4].
- l’église paroissiale Saint-Louis : cette petite église néo-romane bâtie en 1856 et entourée d’un cimetière emmuré comporte une tour en-œuvre, une nef unique de trois travées et un chœur à chevet plat. L’intérieur, sobre, héberge un mobilier néo-classique[5].
- l’ancien presbytère : de style classique, cerné d’un jardin emmuré, cette demeure a gardé dans sa partie gauche deux travées de type tournaisien du XVIIIe siècle, auxquelles ont été ajoutées en 1839 quatre travées supplémentaires. Le mur de clôture est percé d’une porte piétonne millésimée de 1864[6].

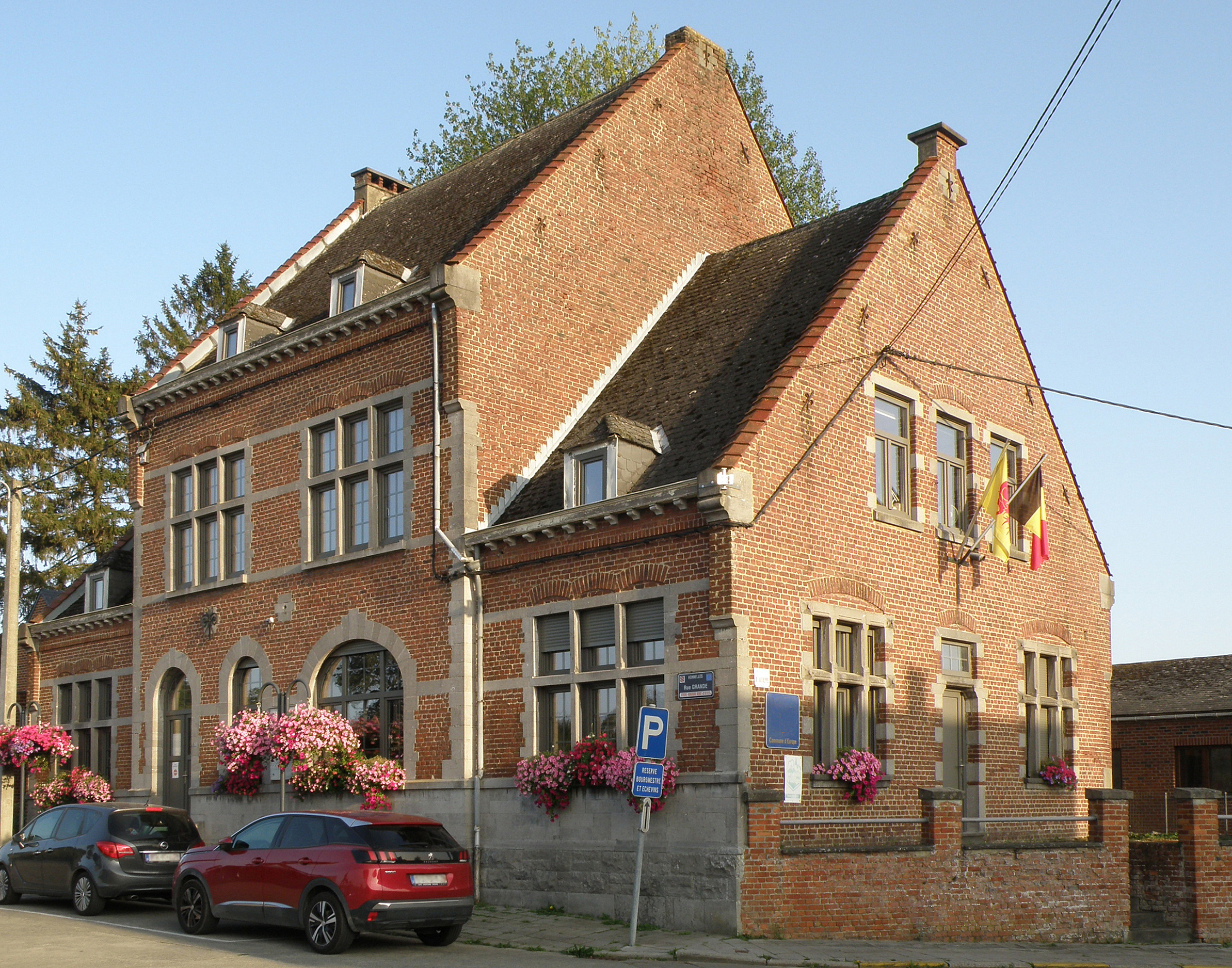
Maison communale, anciennement d’Autreppe, mais depuis 1977 de la commune fusionnée de Honnelles.
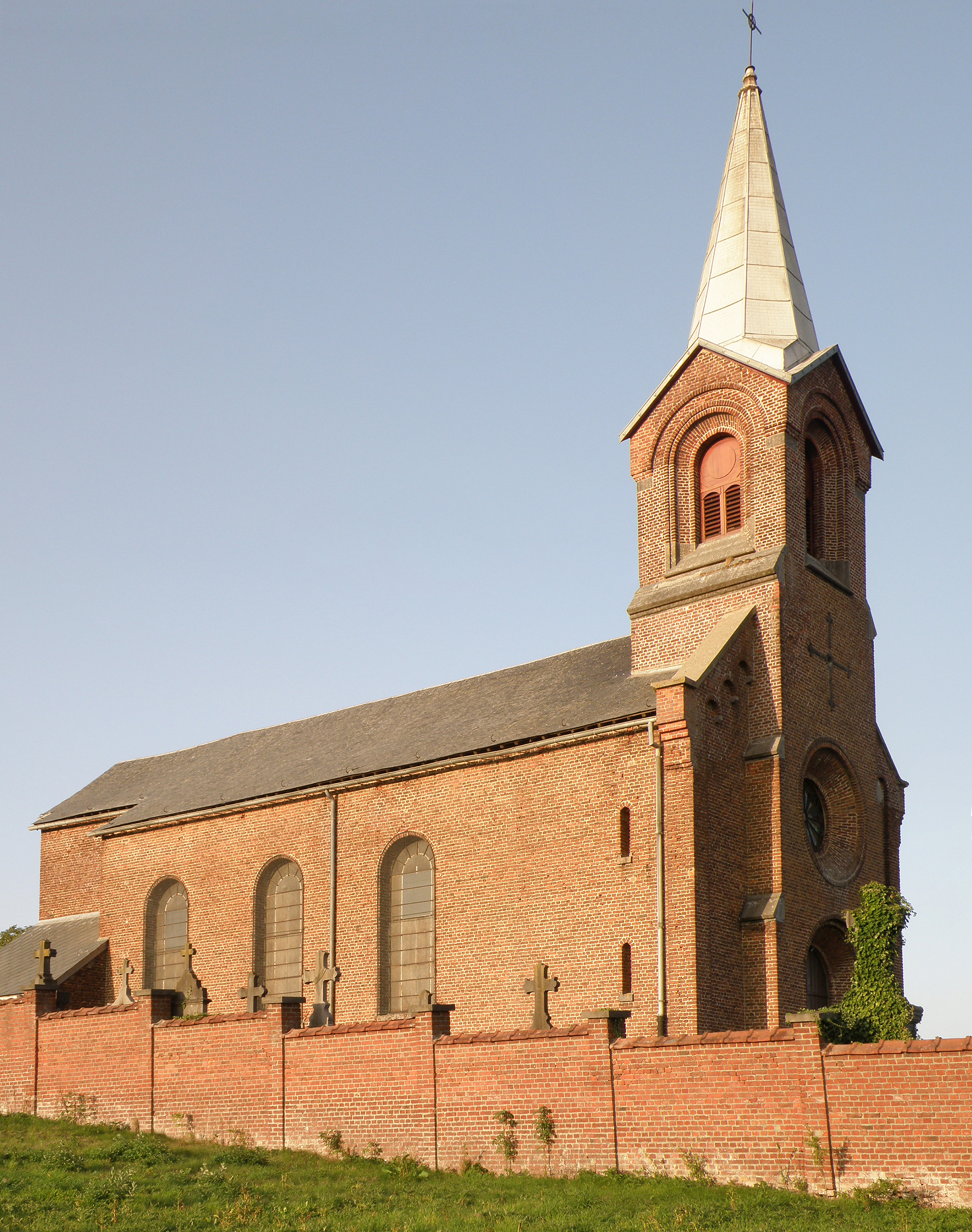
Église paroissiale Saint-Louis, de style néo-roman.
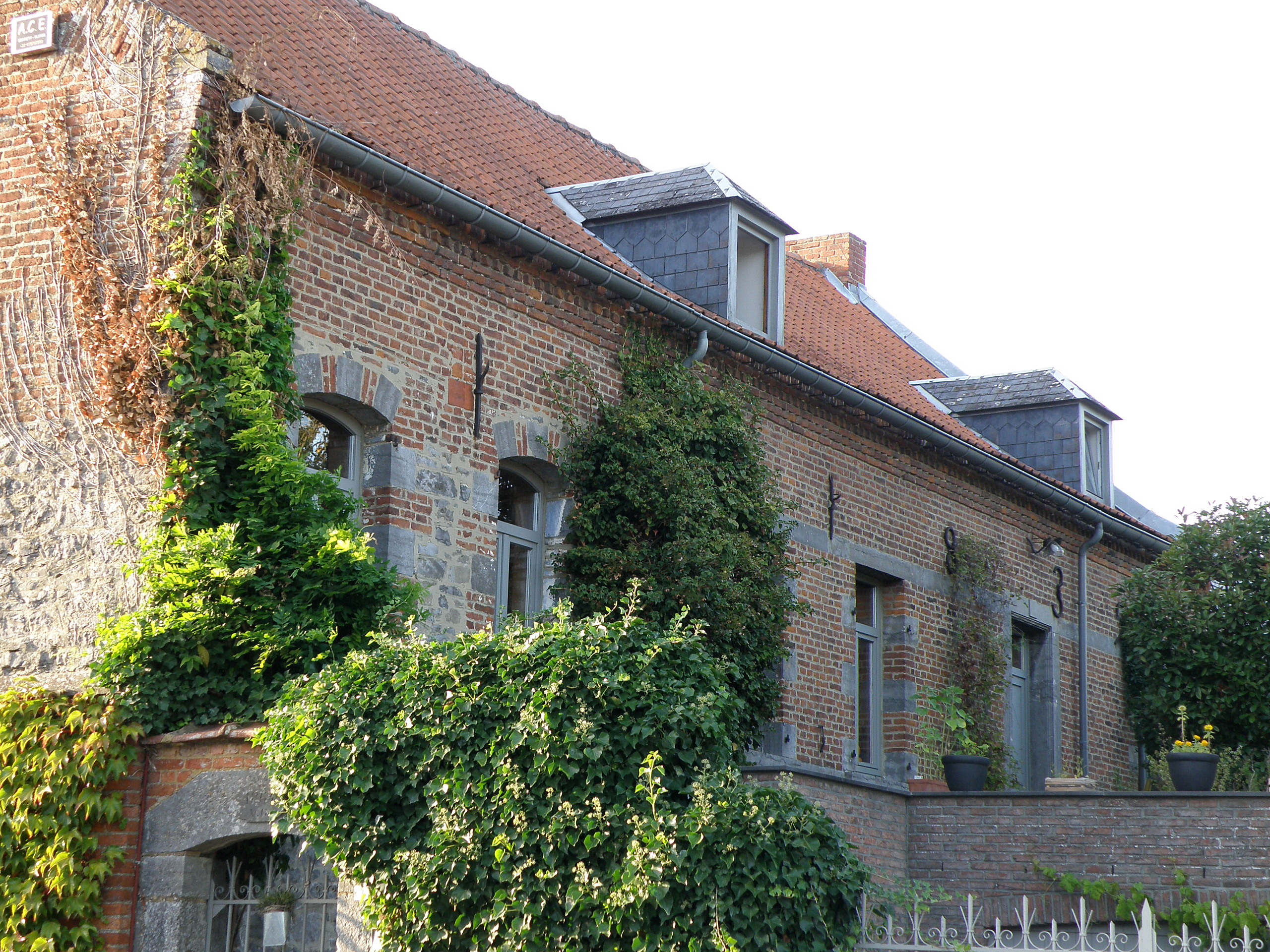
Ancien presbytère, datant du XVIIIe siècle pour sa partie la plus ancienne.
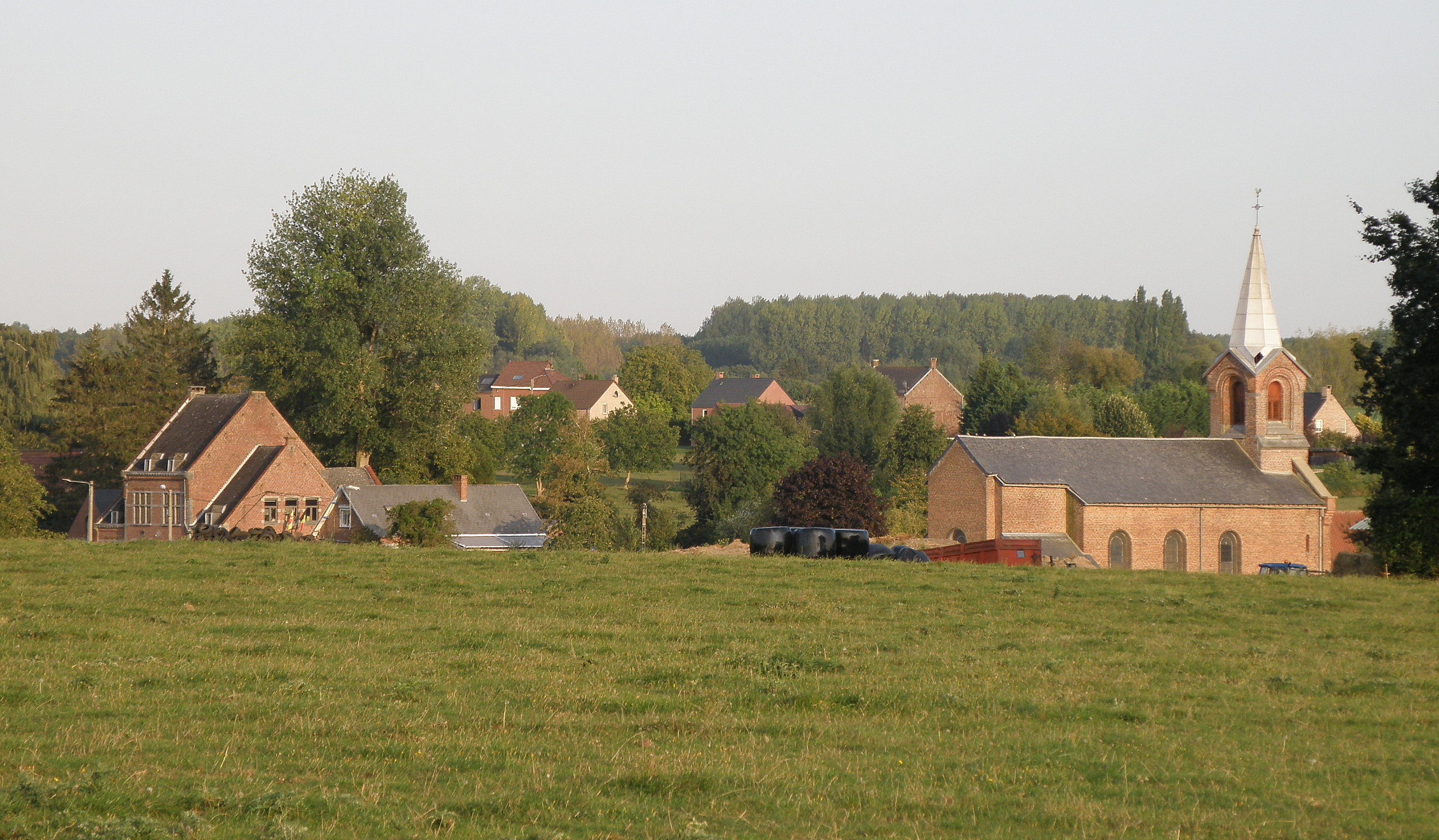
Vue générale avec la mairie à gauche et l’église Saint-Louis à droite.

Autreppe conserve plusieurs fermes traditionnelles, dont notamment :
- l’ancienne ferme au 10 de la rue Renault Moulin : sis en retrait de la voirie dans un jardin réaménagé, le bâti consiste principalement en un ancien logis de ferme de la fin du XVIIIe siècle. Assez modifié dans les ouvertures, il conserve un volume bas sur soubassement calcaire et bâtière, percé de baies de type tournaisien et d’une porte basse à linteau surbaissé[7].
- la ferme au 11 de la rue Renault Moulin : cette ferme semi-clôturée du XIXe siècle, entourée de prés, comprend un ensemble de volumes construits tardivement à front de voirie et un corps de logis de tradition classique datant de la 1re moitié dudit siècle[8].
- l’ancienne ferme au 6 de la rue d’Autreppe : cette ancienne ferme du 1er tiers du XIXe siècle, sise dans une propriété traversée par le ruisseau d’Autreppe, comprend, outre des bâtiments de ferme en ordre lâche, un corps de logis de style classique disposé obliquement et comportant une porte d’entrée à montants harpés et des baies à montants alternés[9].
- la ferme au no 1 de la rue Ghislain Luciez : il s’agit d’une ferme semi-clôturée remontant probablement à la fin du XVIIIe siècle, agrandie et remaniée par la suite, et possédant une valeur d’ensemble. L’accès charretier, avec son portail délimité par des piliers à amortissements sphériques et doublé d’une entrée piétonne, est flanqué à gauche d’une tour-colombier tardive à toiture en pavillon hérissée d'une girouette. Parmi les différents bâtiments qui cernent la cour se détache le corps de logis de tradition classique[10].

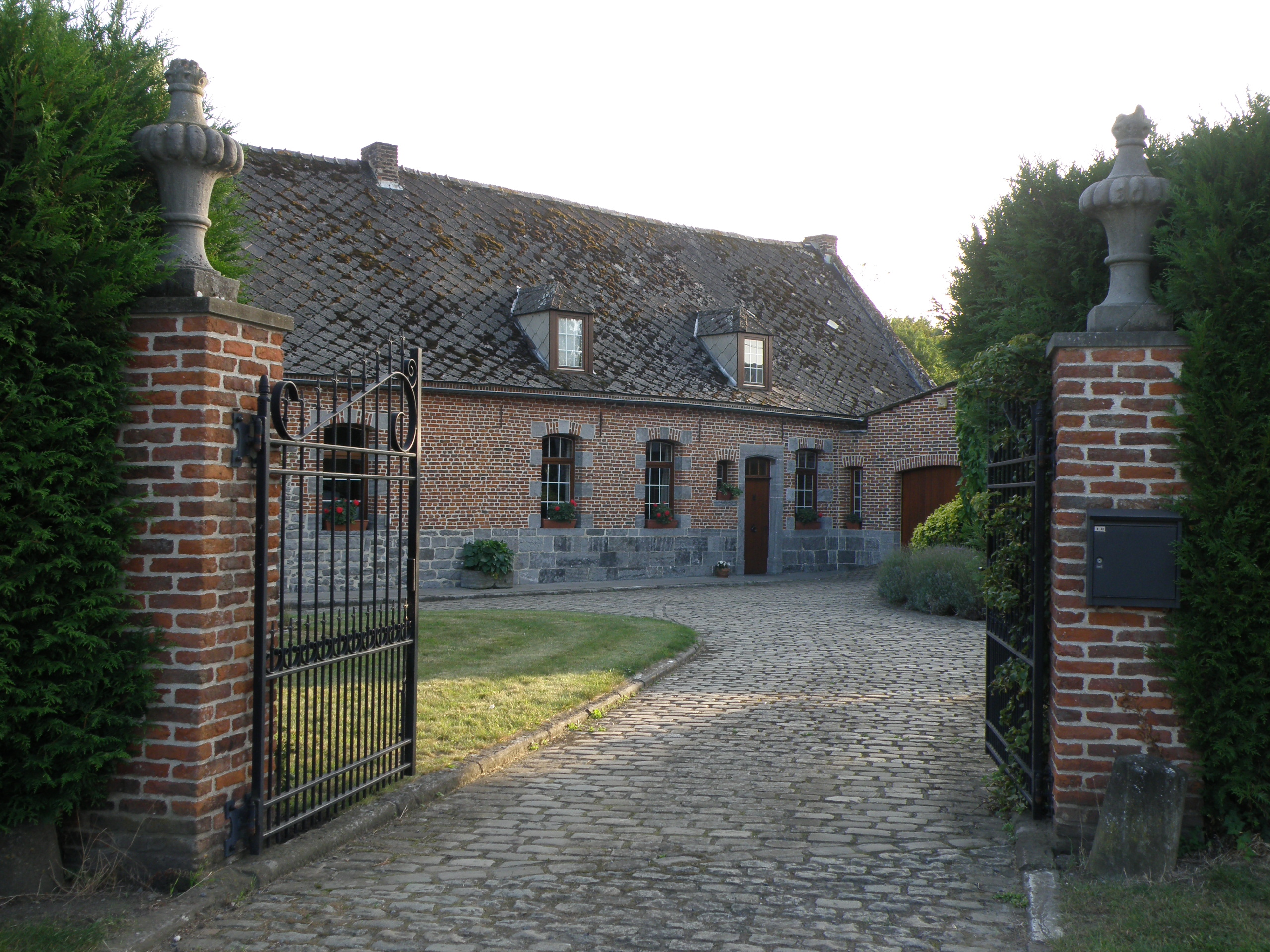
Ancienne ferme du 10 de la rue Renault Moulin (fin XVIIIe siècle).
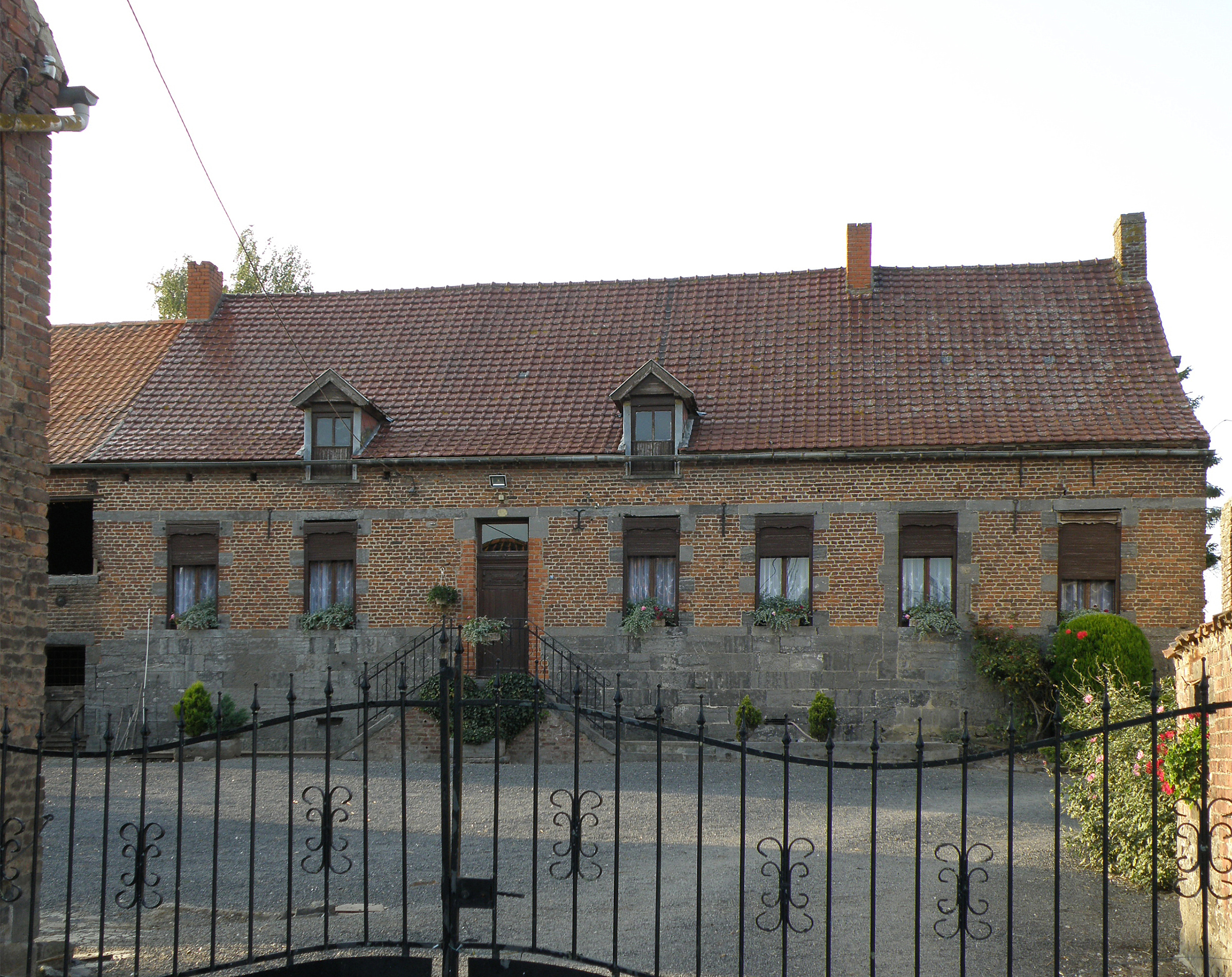
Corps de logis de la ferme du 11 de la rue Renault Moulin (1re moitié XIXe siècle).
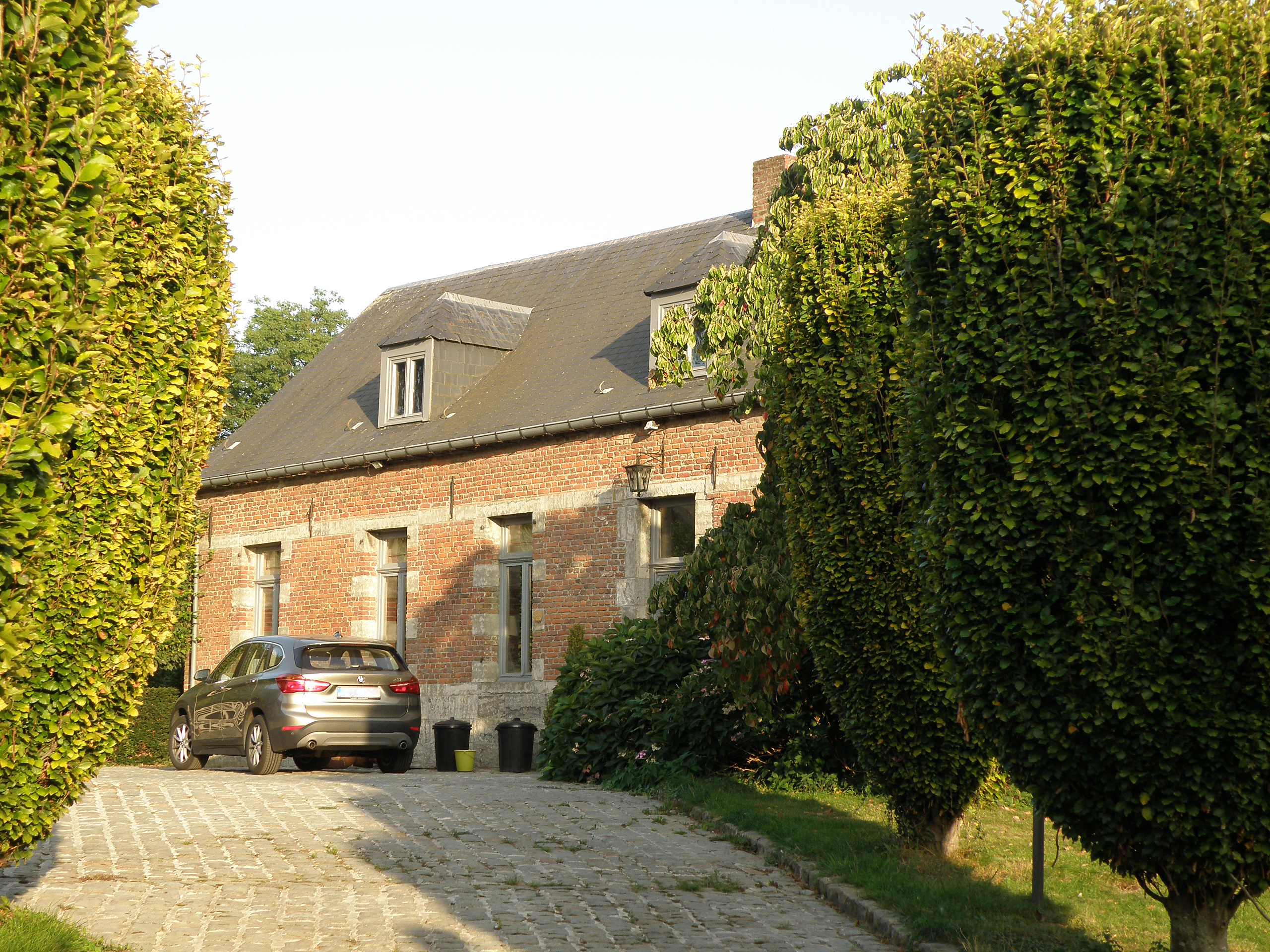
Corps de logis de l’ancienne ferme rue d’Autreppe no 6.
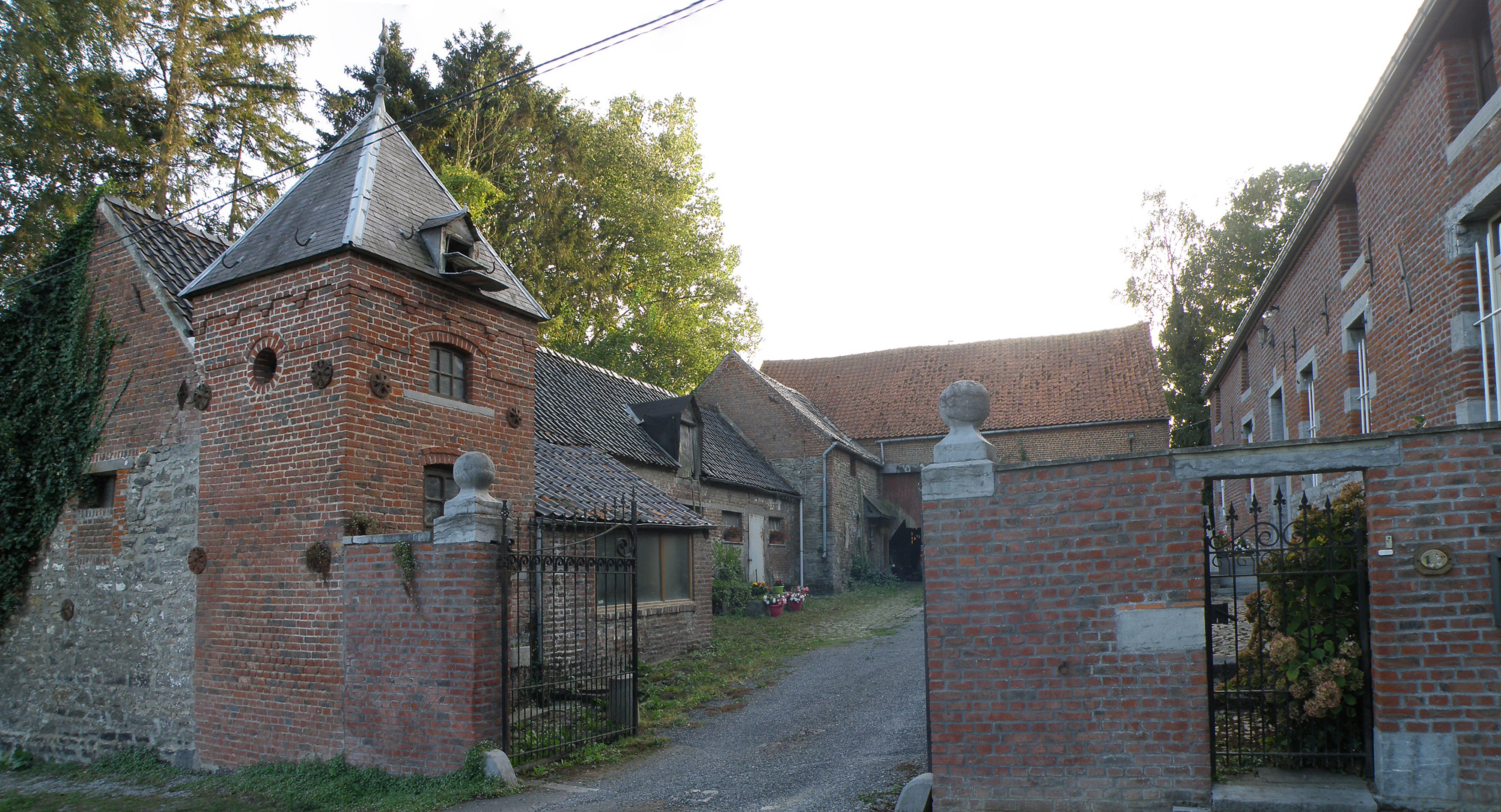
Ferme typique, sise rue Ghislain Luciez no 1, avec sa tour-colombier à gauche du portail d’entrée et son corps de logis à droite.